# Dave Taylor
David Steven Taylor (7 de mayo de 1957) es un luchador profesional retirado inglés que trabajó en la World Championship Wrestling y World Wrestling Entertainment.

## Carrera

### Carrera temprana (1978-1989)
Taylor, un luchador de tercera generación, fue entrenado por su padre, Eric Taylor (que ostentó el título británico de peso medio pesado durante los 14 años de 1953-67) y su abuelo Joe. Después de ganar varios premios como luchador aficionado (luchador aficionado), Taylor hizo su debut profesional en 1978 bajo el nombre del nombre del anillo Dave "Rocky" Taylor.
Taylor finalmente se unió a All Star Wrestling, haciendo su debut en la televisión terrestre en 1987 cuando la compañía ganó una parte de la cobertura de lucha de ITV. A principios de 1988, se involucró de manera tangencial en la caída de  Kendo Nagasaki y  Rollerball Rocco cuando él y 'Ironfist' Clive Myers se enfrentaron al dúo en un concurso televisado en Croydon. Taylor estaba intentando, a mitad de partido, desenmascarar a Nagasaki y casi había tenido éxito cuando Rocco intervino. Rocco intentó tirar la máscara hacia abajo, pero Taylor golpeó con el antebrazo a Rocco, causando que la máscara se desprendiera en sus manos. Como Taylor y Myers celebraron, Kendo huyó al vestuario y regresó con otra máscara. El mánager de Kendo, George Gillette, culpó a Rocco por el desenmascaramiento, lo que provocó una gran disputa que se extendería hasta principios de la década de 1990.
Taylor derrotó a Dave Finlay por el All-Star British Heavyweight Championship en King's Lynn el 4 de junio de 1991.  He celebró el título por dos años antes de perder ante Tony St. Clair el 4 de mayo de 1993 en Croydon. Después de que St. Claire dejara vacante el título en 1995, Taylor entró en un torneo por el título y derrotó a Marty Jones en la final del torneo en agosto de 1995 en Croydon. Su segundo reinado duró hasta 1996, cuando fue derrotado por Jones en Croydon.
Taylor fue entrenado por su padre y su abuelo.
En sus comienzos luchó en empresas como All Star Promotions, Catch Wrestling Association y New Japan Pro Wrestling.
En los 90, viajó a EE. UU. para unirse a la WCW.
Formó equipo en algunas ligas con William Regal

### World Championship Wrestling (1995-2000)
A mediados de la década de 1990, Taylor viajó a los Estados Unidos de América y se unió a la promoción Atlanta basada en World Championship Wrestling. Taylor, renombrado  Squire David Taylor , formó un stable con  Lord Steven Regal y  Earl Robert Eaton conocido como The Blue Bloods. Después de que Eaton (un estadounidense) dejara el grupo, Taylor y Regal  feudaron con él. Taylor continuó trabajando en equipo con Regal hasta que Regal fue despedido de la WCW en 2000, momento en el que Taylor también abandonó la promoción.

### World Wrestling Federation (2001)
En 2001, Taylor se unió a la  World Wrestling Federation (WWF), actuando como entrenador y luchador en Ohio Ohio Valley Wrestling, una filial de WWF. Taylor finalmente dejó la WWF después de que le pidieran que se mudara a Cincinnati, Ohio, donde estaba ubicada la Heartland Wrestling Association.

### Circuito independiente (2001-2006)
En mayo de 2002, Taylor, William (antes Steven) Regal y Dave Finlay abrieron la Atlantan "Blue Bloods Wrestling Academy", una escuela de lucha profesional. 
El 7 de abril de 2004, Taylor hizo una aparición en Total Nonstop Action Wrestling como mentor / entrenador de Team Britain durante el TNA 2004 America's X-Cup Tournament. 
En febrero de 2005, Taylor regresó al Reino Unido durante tres semanas con la All Star Wrestling de Brian Dixon donde respondió a algunos comentarios hechos por Drew McDonald.

### World Wrestling Entertainment (2006-2008)
Firmó un contrato con la WWE para entrenar a los estudiantes en la Deep South Wrestling.
Tras regresar de DSW, volvió a formar equipo con William Regal
El 20 de octubre de 2006, se unió a SmackDown
Ese mismo día, Taylor y Regal debutaron en la marca derrotando a Scotty 2 Hotty y a Funaki.
Taylor sufrió una lesión en la rodilla. Al recuperarse, el y Regal formaron un feudo con Paul London y Brian Kendrick,
ya que estos querían el campeonato por parejas de la WWE.
Tras derrotar a London y a Kendrick varias veces, en Armaggedon, lograron una pelea por el campeonato, pero Theodore Long decidió que esa lucha será una "Ladder Mach"" y que se incluirían a MNM y Hardy Boyz.
La lucha la ganaron London y Kendrick. Durante la lucha, Joey Mercury sufrió una grave lesión.
Después de Wrestlemania 23, Regal y Taylor comenzaron un feudo con Kane, al que pronto se unió The Boogeyman.
La pareja con Regal terminó cuando este fue enviado a Raw en el Draft Suplementario.
Luego, Taylor hizo pareja con Drew McIntyre hasta que este fue enviado a Raw.
Desde entonces, Taylor apenas apareció para luchar.
Taylor se liberó de su contrato con la WWE el 28 de abril de 2008.

### Circuito independiente (2008-2012)
Los días 26 y 27 de septiembre, Taylor participó en  2008 Ted Petty Invitational celebrado por IWA Mid-South en Joliet, Illinois. Derrotó a Tracy Smothers en la primera ronda, pero perdió contra  Claudio Castagnoli en cuartos de final.
El 24 de enero de 2009, Taylor no se presentó a un evento de Superstar Wrestling en el Journal Tyne Theatre en Newcastle Newcastle upon Tyne, lo que llevó a varios espectadores a abandonar la arena al enterarse de la noticia.
Del 27 al 29 de marzo de 2009, compitió en  Chikara  Torneo King of Trios como miembro de "Team Uppercut", junto con Claudio Castagnoli y Bryan Danielson. El equipo llegó a la final antes de perder ante "F.I.S.T." de Gran Akuma,  Ícaro y Chuck Taylor.
El 4 de abril de 2009, Taylor perdió una lucha de cuatro vías por el Campeonato de Peso Pesado HPW contra el campeón de peso pesado HPW, Vito "el Infractor" Toscani, Anthony Zeus y Eddy De La Combe en Eindhoven, Países Bajos.
En marzo de 2010, Taylor recibió una prueba como agente de  TNA Wrestling. 
El 2 de abril de 2011, Taylor apareció en el PPV de Ring of Honor, Honor Takes Center Stage como el miembro más nuevo del Stable de Prince Nana, The Embassy, frente a Colt Cabana en un esfuerzo sin éxito. 
El 9 de septiembre de 2011, Taylor hizo su debut para la pequeña promoción británica New Generation Wrestling (NGW) en un esfuerzo ganador contra Jack Gallagher
Taylor se retiró de la lucha libre profesional en 2012.

## Campeonatos y logros
- All Star Promotions
  - British Heavyweight Championship (2 veces)

- Datos: Q45395